# USS North Carolina (1941)
De USS North Carolina (BB-55) was het eerste schip van haar scheepsklasse, de North Carolina-klasse en het derde oorlogsschip van de United States Navy dat vernoemd werd naar de Staat North Carolina. Ze was het eerste nieuwe oorlogsschip dat werd ingezet in de Tweede Wereldoorlog door de United States Navy. Tijdens haar dienst nam ze deel aan alle grote zeeslagen in de Stille Oceaan. Haar 15 militaire onderscheidingen maakt de USS North Carolina het tweede meeste gedecoreerde slagschip van de Amerikaanse marine.
Tijdens haar dienst kreeg ze de rol van een snel slagschip, met als hoofddoel het beschermen van vliegdekschepen. In totaal heeft ze meer dan 300.000 zeemijl afgevaren, deelgenomen in 9 kustbombardementen, een vijandelijk schip gezonken en verschillende vliegtuigen neergehaald.

## Bouw
De kiel werd gelegd op 27 oktober 1937 door de New York Navy Yard en het schip werd te water gelaten op 13 juni 1940. Haar ingebruikname vond plaats op 9 april 1941, met kapitein Olaf M. Hustvedt als gezagvoerder.
De North Carolina had een deplacement van 35.000 long ton wanneer ze volledig geladen en bemand was, een breedte van 33 m en een diepgang van van 10,1 m. Met deze afmetingen kon ze gebruik maken van zo veel mogelijk ankerplaatsen en het Panamakanaal.
Het slagschip werd voorzien van een aandrijfsysteem verdeeld over 4 ruimtes. Hierdoor waren er minder openingen in de waterdichte tussenschotten, waardoor er een kleinere oppervlakte moest voorzien worden met extra pantserbeplating.

## Tweede Wereldoorlog

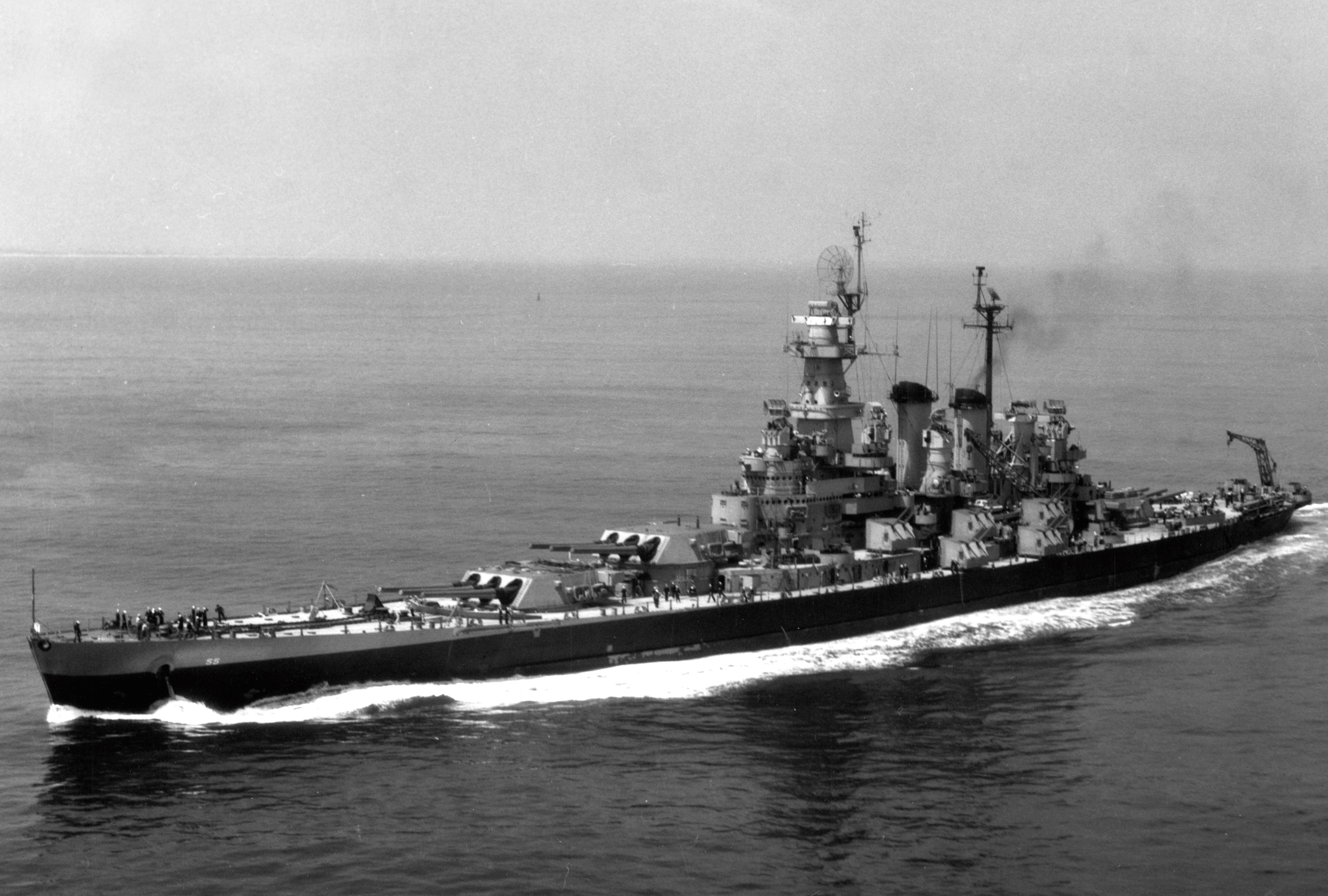
USS North Carolina op 3 juni 1946

Na intensieve training werd de USS North Carolina ingezet in de Stille Oceaan. 10 juni 1942 maakte ze gebruik van het Panamakanaal om een maand later op 11 juli, aan te komen in Pearl Harbor. Haar aankomst werd bezichtigd door zeelieden van de United States Pacific Fleet die haar "het mooiste schip dat ze ooit hadden gezien" noemden, wat een positieve impact had op de moraal van de marine. Door de enorme bewondering tijdens haar proefvaarten heeft ze de bijnaam "showboat" gekregen.

### Salomonseilanden
Vier dagen later vertrok ze om mee te vechten in het zuiden van de Pacifische Oceaan. Zij was het enige slagschip in dat gebied. Ze moest de vliegdekschepen Saratoga, Enterprise en Wasp begeleiden in hun missie om de Salomonseilanden te beschermen en de bevoorradingsroutes vrij te houden.
Op 24 augustus deed ze mee in de Zeeslag bij de Oostelijke Salomonseilanden. In 8 minuten heeft North Carolina met haar luchtdoelartillerie tussen 7 en 14 vijandelijke vliegtuigen kunnen neerhalen. Haar vuur was zo zwaar dat ze van de USS Enterprise de vraag kreeg of ze in brand stond. Uiteindelijk is er aan boord 1 dode gevallen, maar het schip zelf was niet beschadigd.

## Na de oorlog

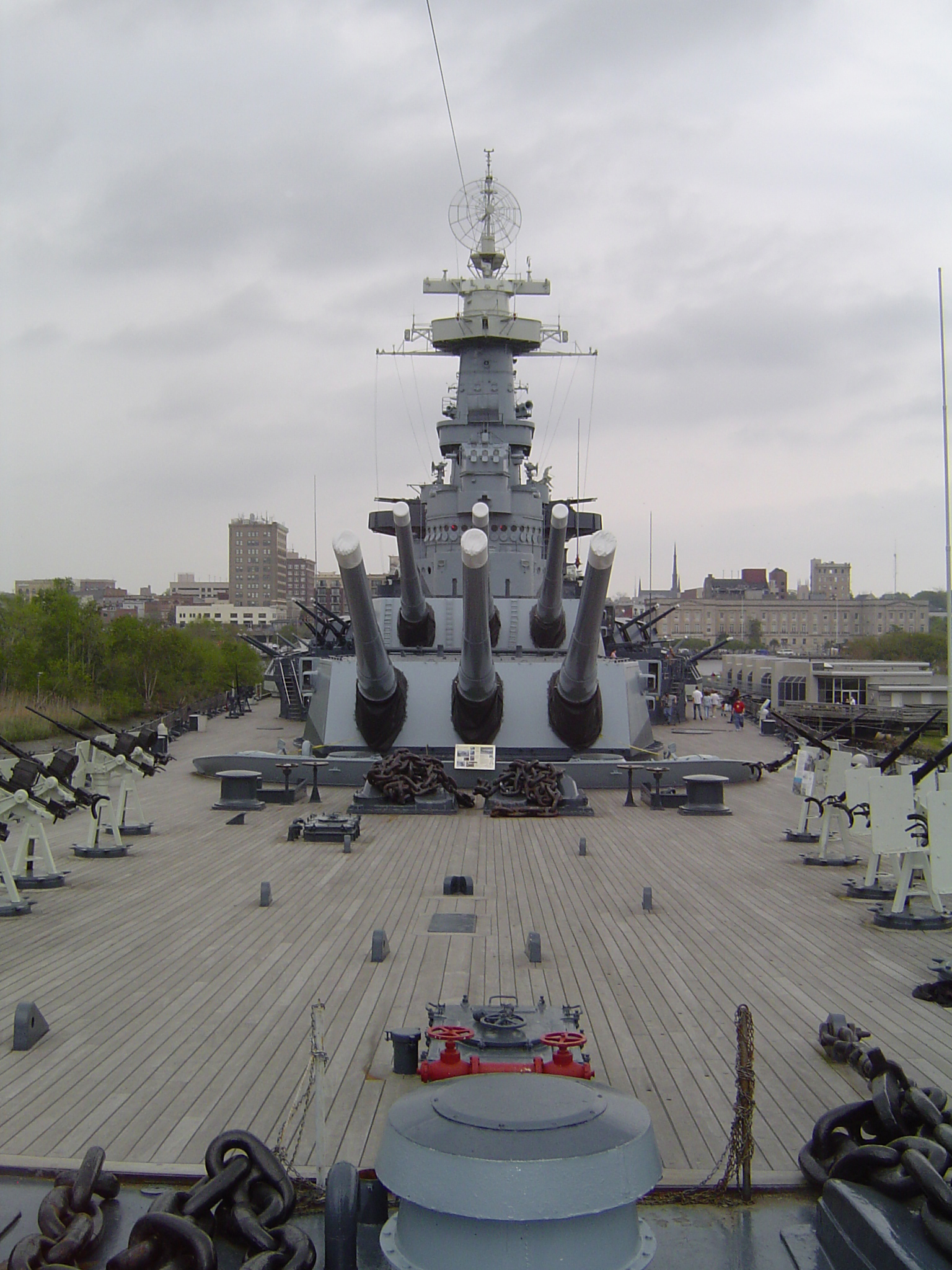
Het dek

Op 27 juni 1947 werd de USS North Carolina uit dienst genomen. Ze werd gekocht in 1961 voor $330.000, ingezameld door schoolkinderen van de staat North Carolina. Op 29 april 1962 werd ze ingewijd in Wilmington als monument ter herdenking van alle soldaten van de staat North Carolina die tijdens de Tweede Wereldoorlog sneuvelden.